# Box 1
In de Nederlandse Wet inkomstenbelasting 2001 is belastbaar inkomen uit werk en woning een categorie inkomsten. Deze wordt ook box 1 genoemd. Het is het inkomen uit werk en woning verminderd met de te verrekenen verliezen uit werk en woning.

## Het inkomen uit werk en woning
Het inkomen uit werk en woning bestaat uit:
- de belastbare winst uit onderneming
- het belastbare loon bestaande uit:
  - loon uit tegenwoordige dienstbetrekking (dit is een ruim begrip), inclusief voordeel uit een auto van de zaak, eventueel verminderd met reisaftrek (forfaitaire aftrek voor woon-werkverkeer met het openbaar vervoer)
  - aangewezen periodieke uitkeringen en verstrekkingen:
    - periodieke uitkeringen en verstrekkingen die worden ontvangen op grond van een publiekrechtelijke regeling  (zoals uitkeringen werknemersverzekeringen en op basis van de Tijdelijke regeling overbruggingsuitkering AOW)
    - partneralimentatie

  - pensioen
  - termijnen van bepaalde soorten lijfrente (inclusief bancaire lijfrente), zelfs als de premie hiervoor destijds niet of slechts gedeeltelijk aftrekbaar was
- het belastbare resultaat uit overige werkzaamheden (inclusief bepaalde winst van bijvoorbeeld de bv van een DGA die volgens de terbeschikkingstellingsregeling als resultaat uit overige werkzaamheden wordt belast)
- de belastbare periodieke uitkeringen en verstrekkingen:
- de belastbare inkomsten uit eigen woning:[3]
  - eigenwoningforfait minus de aftrekbare kosten eigen woning, waaronder hypotheekrente[4]
  - het voordeel uit kapitaalverzekering eigen woning, spaarrekening eigen woning en beleggingsrecht eigen woning, voor zover niet vrijgesteld (artikel 10bis.3)
- de negatieve uitgaven voor inkomensvoorzieningen
- de negatieve persoonsgebonden aftrekposten
- ontvangen rente over een periode vóór 2001[5][6]
- het rentebestanddeel in een uitkering van een op zichzelf staande kapitaalverzekering die al bestond vóór 2000; als een vrijstelling geldt voor een bepaald bedrag aan uitkering wordt een evenredig deel van het rentebestanddeel belast[7][8]

verminderd met:
- de aftrek wegens geen of geringe eigenwoningschuld (wordt in de periode 2019 - 2048 geleidelijk afgebouwd)
- uitgaven voor inkomensvoorzieningen, zoals aftrekbare lijfrentepremie (inclusief premie voor banksparen)
- de persoonsgebonden aftrek

De persoonsgebonden aftrek vermindert het inkomen uit werk en woning van het kalenderjaar, maar niet verder dan tot nihil. Het inkomen uit werk en woning kan wel negatief zijn, maar het wordt dus niet negatief of sterker negatief door de persoonsgebonden aftrek.
Het belastbaar inkomen uit werk en woning is het inkomen uit werk en woning verminderd met de te verrekenen verliezen uit werk en woning.

## Belang van de inkomsten in box 1 voor andere regelingen
De inkomsten in box 1 bepalen niet alleen gedeeltelijk het bedrag van de inkomstenbelasting. Ook de heffing van de premie voor de volksverzekeringen (PVV) neemt als basis het box 1 inkomen tot maximaal de bovengrens van de tweede schijf. In artikel 8 van de Wet financiering sociale verzekeringen (Wfsv) wordt dit inkomen als premie-inkomen benoemd op basis waarvan bij aanslag de premie wordt geheven.
De premie volksverzekeringen betreft Anw (2022 en 2023: 0,1%), Wlz (2022 en 2023: 9,65%) en tot de eerste dag van de maand waarin men de AOW-leeftijd bereikt 17,9% AOW met dien verstande dat men in het kalenderjaar waarin men de AOW-leeftijd bereikt een tijdsevenredig percentage AOW-premie betaalt over de inkomsten in box 1 in dat hele kalenderjaar.
Het inkomen in box 1 vóór toepassing van de persoonsgebonden aftrek draagt ook bij aan het drempelinkomen (van belang voor bepaalde vormen van persoonsgebonden aftrek) en voor het verzamelinkomen, dat bij diverse inkomensafhankelijke regelingen de basis vormt.
IAB is door de ontvanger zelf verschuldigd (betaald via inhouding of op aanslag) over de volgende inkomsten in box 1:
- AOW-uitkering en de aanvullende inkomensondersteuning
- Pensioen
- Termijnen van lijfrente (inclusief bancaire lijfrente) voor zover belast in box 1
- Resultaat uit overige werkzaamheden
- Winst uit onderneming
- Overige belastbare periodieke uitkeringen en verstrekkingen, waaronder partneralimentatie (behalve voor oude gevallen)

## Tarief
De belasting is de som van de volgende componenten:
- De belasting over het inkomen uit werk en woning, volgens een schijventarief zoals aangegeven in onderstaande tabellen (bij een negatief inkomen uit werk en woning € 0; zie ook verliesverrekening, verderop); het resultaat wordt naar beneden afgerond op hele euro's. Het tarief in de voorlaatste schijf, die voor AOW-min tevens de eerste schijf is, wordt wel het basistarief genoemd.[12]
- Wegens de maximering van het aftrektarief voor bepaalde grondslagverminderende posten eventueel belasting over het bedrag van bepaalde aftrekposten, tegen een gereduceerd tarief: het reguliere tarief in de laatste schijf, verminderd met het maximale aftrektarief, de zogenoemde 'tariefsaanpassing aftrekposten'. Sinds 2023 is dit maximale aftrektarief gelijk aan het tarief in de voorlaatste schijf.

Op deze belasting plus die over box 2 en box 3 worden nog heffingskortingen toegepast. Daarvan zijn sommige zelf ook afhankelijk van inkomensbestanddelen.
Door de afbouw van de algemene heffingskorting zijn de materiële schijventarieven (en vanaf 2025 ook de tarieven in box 2 en box 3) binnen het inkomenstraject van die afbouw ongeveer 6 procentpunt (AOW'er 3 procentpunt) hoger dan de nominale.

### Schijventarief 2022
| Schijf       | Belastbaar inkomen uit werk en woning | Belastingtarief | Tarief premie volksverzekeringen | Tarief premie volksverzekeringen | Totaaltarief | Totaaltarief |
|              |                                       |                 | AOW-min                          | AOW'er                           | AOW-min      | AOW'er       |
| ------------ | ------------------------------------- | --------------- | -------------------------------- | -------------------------------- | ------------ | ------------ |
| met PVV      | € 0 tot en met € 35.472               | 9,42%           | 27,65%                           | 9,75%                            | 37,07%       | 19,17%       |
| tussenschijf | € 35.472 tot en met € 69.398          | 37,07%          |                                  |                                  | 37,07%       | 37,07%       |
| laatste      | Meer dan € 69.398                     | 49,5%           |                                  |                                  | 49,5%        | 49,5%        |

Het maximale aftrektarief is 40%. De tariefsaanpassing aftrekposten over het bedrag van bepaalde aftrekposten is dus 9,5%.

### Schijventarief 2023
| Schijf       | Belastbaar inkomen uit werk en woning | Belastingtarief | Tarief premie volksverzekeringen | Tarief premie volksverzekeringen | Totaaltarief | Totaaltarief |
|              |                                       |                 | AOW-min                          | AOW'er                           | AOW-min      | AOW'er       |
| ------------ | ------------------------------------- | --------------- | -------------------------------- | -------------------------------- | ------------ | ------------ |
| met PVV      | € 0 tot en met € 37.149               | 9,28%           | 27,65%                           | 9,75%                            | 36,93%       | 19,03%       |
| tussenschijf | € 37.149 tot en met € 73.031          | 36,93%          |                                  |                                  | 36,93%       | 36,93%       |
| laatste      | Meer dan € 73.031                     | 49,5%           |                                  |                                  | 49,5%        | 49,5%        |

Het maximale aftrektarief is 36,93% (het tarief van de voorlaatste schijf).
De tariefsaanpassing aftrekposten over het bedrag van bepaalde aftrekposten is dus  12,57%.

### Schijventarief 2024
| Schijf       | Belastbaar inkomen uit werk en woning | Belastingtarief | Tarief premie volksverzekeringen | Tarief premie volksverzekeringen | Totaaltarief | Totaaltarief |
|              |                                       |                 | AOW-min                          | AOW'er                           | AOW-min      | AOW'er       |
| ------------ | ------------------------------------- | --------------- | -------------------------------- | -------------------------------- | ------------ | ------------ |
| met PVV      | € 0 tot en met € 38.098               | 9,32%           | 27,65%                           | 9,75%                            | 36,97%       | 19,07%       |
| tussenschijf | € 38.098 tot en met € 75.518          | 36,97%          |                                  |                                  | 36,97%       | 36,97%       |
| laatste      | Meer dan € 75.518                     | 49,5%           |                                  |                                  | 49,5%        | 49,5%        |

Het maximale aftrektarief is 36,97% (het tarief van de voorlaatste schijf).
De tariefsaanpassing aftrekposten over het bedrag van bepaalde aftrekposten is dus  12,53%.

### Schijventarief 2025
| Schijf | Belastbaar inkomen uit werk en woning | Belastingtarief | Tarief premie volksverzekeringen | Tarief premie volksverzekeringen | Totaaltarief | Totaaltarief |
|        |                                       |                 | AOW-min                          | AOW'er                           | AOW-min      | AOW'er       |
| ------ | ------------------------------------- | --------------- | -------------------------------- | -------------------------------- | ------------ | ------------ |
| 1      | € 0 tot en met € 38.441               | 8,17%           | 27,65%                           | 9,75%                            | 35,82%       | 17,92%       |
| 2      | € 38.441 tot en met € 76.817          | 37,48%          |                                  |                                  | 37,48%       | 37,48%       |
| 3      | Meer dan € 76.817                     | 49,5%           |                                  |                                  | 49,5%        | 49,5%        |

Het maximale aftrektarief is 37,48% (het tarief van de tweede schijf).
De tariefsaanpassing aftrekposten over het bedrag van bepaalde aftrekposten is dus  12,02%.

## Houdbaarheidsbijdrage
Bij het schijventarief voor de inkomstenbelasting wordt in het kader van de zogenaamde houdbaarheidsbijdrage (ingevoerd met artikel III van het Belastingplan 2009; het betreft een wijziging in artikel 10.1 van de wet IB, over de inflatiecorrectie; deze regeling werd voorheen ook wel bosbelasting genoemd) onderscheid gemaakt tussen belastingplichtigen die zijn geboren vóór 1946 (voor hen geldt de maatregel niet) en belastingplichtigen die zijn geboren na 1945.
De maatregel behelst voor laatstgenoemden met ingang van 2011 dat de bovengrens van de tweede schijf maar voor 75% geïndexeerd wordt, zodat vergeleken met volledige indexatie de tweede schijf verkort wordt en de derde schijf verlengd. Aangezien voor belastingplichtigen jonger dan de AOW-leeftijd de totaaltarieven van de tweede en derde schijf sinds 2013 gelijk zijn is deze maatregel alleen van belang voor belastingplichtigen vanaf de AOW-leeftijd, die geboren zijn na 1945 en dan uiteraard alleen nog bij inkomsten in box 1 hoger dan de bovengrens van de tweede schijf.
De houdbaarheidsbijdrage betreft een verdere, zeer geleidelijke fiscalisering van de AOW, met in principe als eindresultaat het combineren van de tweede en derde schijf, waarbij voor belastingplichtigen vanaf de AOW-leeftijd het totaaltarief alleen nog in de eerste schijf lager is dan voor anderen. Er wordt vaak van uitgegaan dat dit vervolgens wordt toegepast op de bovengrens van de eerste schijf. Gezien de netto-netto koppeling van de AOW-uitkering aan het minimumloon is het eindresultaat materieel bereikt als de bovengrens van de eerste schijf gelijk is aan de AOW-uitkering, en kan de fiscalisering vervolgens in één keer voltooid worden. Schattingen geven aan dat  fiscalisering zo in ca. 2150-2200 voltooid is of (Commissie Van Dijkhuizen) in 2075
Uiteindelijk gaat het om een begroot bedrag van maximaal € 950 per jaar in 2030.

## Loonbelasting
De Nederlandse loonbelasting wordt geheven over de volgende onderdelen van box 1:
- Loon, inclusief voordeel uit een auto van de zaak
- Sommige periodieke uitkeringen en verstrekkingen, zoals
  - pensioen en uitkeringen werknemersverzekeringen
  - termijnen van bepaalde soorten lijfrente (inclusief uitkeringen uit banksparen), zelfs als de premie hiervoor destijds niet of slechts gedeeltelijk aftrekbaar was

De loonbelasting is in principe een voorheffing van de inkomstenbelasting, dat wil zeggen de betaalde loonbelasting komt geheel in mindering van de verschuldigde inkomstenbelasting, en als de betaalde loonbelasting meer is dan de in totaal verschuldigde inkomstenbelasting (op basis van de inkomsten in alle boxen) wordt het meerdere terugbetaald. Er gelden dan ook overeenkomstige schijventarieven. In bepaalde gevallen is de loonbelasting echter een zogenoemde eindheffing.

## Middeling
De wet Belastingplan 2023 bepaalt dat de hier besproken middeling wordt afgeschaft: het laatst mogelijke middelingstijdvak is 2022-2024.
Als in drie opeenvolgende kalenderjaren de inkomstenbelasting en premies volksverzekeringen (in het vervolg: IB/PVV) exclusief de eventuele belasting over het bedrag van aftrekbare kosten, in box 1 (zonder aftrek van heffingskortingen en op basis van de leeftijd bij aanvang van de periode van drie jaar. Als men in de periode van drie kalenderjaren de AOW-leeftijd bereikt, en niet in de eerste maand, dan betreft dit dus een fictief bedrag aan IB/PVV).) samen meer is dan als het totale inkomen in deze box gelijk verdeeld zou zijn over de drie kalenderjaren, en het verschil is meer dan het drempelbedrag van € 545, dan kan men dit meerdere (de middelingsteruggaaf) terugkrijgen. Deze jaren vormen dan het middelingstijdvak.
Als door de middeling bijvoorbeeld € 20.000 zou verhuizen van een schijf 2/3 van 41% naar een schijf 1 van 37% dan zou de IB/PVV € 800 euro minder worden. Men krijgt dan € 800 min € 545 is € 255 terug. In dit geval levert het verhuizen van € 13.625 niets op, en krijgt men 4% van de resterende € 6.375 terug.
Doordat geen rekening gehouden wordt met heffingskortingen kan de middelingsregeling niet gebruikt worden om  heffingskortingen meer te benutten. De heffingskortingen worden niet volledig benut als in een kalenderjaar de verschuldigde IB/PVV vóór toepassing van de heffingskortingen in totaal minder is dan het totaal aan heffingskortingen waar men in principe recht op heeft. Ook al is de IB/PVV na middeling wel meer in elk jaar, men krijgt dan toch niet meer heffingskorting: de verlaging van de heffingskorting wegens de regel "De gecombineerde heffingskorting bedraagt maximaal het bedrag van de gecombineerde inkomensheffing" wordt gehandhaafd ("gecombineerd" slaat hier op combinatie van IB en PVV, niet op combinatie van de drie jaren). Zie ook verschil, ten aanzien van middeling, met een tarief met een schijf van 0% en benutting algemene heffingskorting.
Doordat geen rekening gehouden wordt met de afbouw naar inkomen van de algemene heffingskorting wijkt het effect van de middelingsregeling, nog afgezien van de € 545 die eraf gaat, behoorlijk af van het effect van daadwerkelijk elk jaar het gemiddelde inkomen hebben. Het fictief verschuiven van inkomen van schijf 2/3 naar schijf 1 heeft hierdoor een veel kleiner effect dan het daadwerkelijk verschuiven (omdat bij het laatste ook de afbouw minder zou worden), terwijl het fictief verschuiven van inkomen van schijf 4 naar schijf 2/3 juist een groter effect heeft dan het daadwerkelijk verschuiven (omdat bij het laatste de afbouw meer zou worden). Bij een afbouwpercentage van 5% zou echte middeling in het voorbeeld betekenen dat € 20.000 zou verhuizen van een schijf van effectief 46% naar een schijf van 37%; de IB/PVV zou dan € 1800 euro minder worden.  Men zou dan € 1800 min € 545 is € 1255 terug moeten krijgen. Als door de middeling € 20.000 zou verhuizen van een schijf 4 van 52% naar een schijf 2/3 van 41% zou de IB/PVV € 2200 euro minder worden. Men krijgt dan € 2200 min € 545 is € 1655 terug. Bij een afbouwpercentage van 5% zou echte middeling in het voorbeeld betekenen dat € 20.000 zou verhuizen van een schijf van 52% naar een schijf van effectief 46%; de IB/PVV zou dan € 1200 euro minder worden.  Men zou dan € 1200 min € 545 is € 655 terug moeten krijgen.
De middeling kan worden aangevraagd tot 36 maanden nadat de laatste aanslag van de 3 middelingsjaren vaststaat.
Bij het nieuwe schijvenstelsel dat in 2020 is ingegaan, kan middeling met een middelingstijdvak beginnend in of na 2021 alleen nog aan de orde zijn als er inkomen is in de laatste schijf, en in het geval van een middelingstijdvak dat begint op of na de dag van het bereiken van de AOW-leeftijd.

## Schuiven met inkomen
Soms heeft iemand bepaalde keuzemogelijkheden ten aanzien van de verdeling van inkomen in box 1 over kalenderjaren, bijvoorbeeld de keuze van een pensioen- of lijfrente-ingangsdatum. Voor zover de laatste schijf niet bereikt wordt gaat een vast schijventarief gelden; samen met de afbouw van de algemene heffingskorting is dit ongeveer 42%. Ook de IAB is een vast percentage. Ten opzichte van dit vaste tarief zijn er potentiële voordeelmogelijkheden die men zou kunnen proberen maximaal te benutten:
- Maximaal benutten van het feit dat per saldo geen belasting wordt betaald over inkomen waar heffingskortingen tegenover staan, dus voorkomen dat heffingskortingen niet volledig kunnen worden benut door een te laag inkomen in de drie boxen. In box 1 is het voordeel ongeveer 42% van het betreffende inkomen (inclusief het hieronder genoemde tweede voordeel, en het eventuele derde).
- Maximaal benutten van het afbouwvrije eerste inkomenstraject van de algemene heffingskorting (tot ongeveer € 20.000 in box 1). Het voordeel is ongeveer 5% van het betreffende inkomen.
- Maximaal benutten van de vrijstelling van betaling van AOW-premie voor AOW-gerechtigden (heeft betrekking op het inkomen in box 1 tot ongeveer € 35.000). Het voordeel is 17,9% van het betreffende inkomen.

Ook toeslagen en inkomensgrenzen voor sociale huur kunnen een rol spelen.

## Verliesverrekening
Een verlies (doordat men bijvoorbeeld verlies uit een onderneming had, of weinig inkomen uit werk maar wel hypotheekrente-aftrek) wordt niet verrekend met positief inkomen in een andere box, maar onder voorwaarden wel met een positief inkomen in box 1 van een ander jaar. Indien men in vorige jaren een negatief inkomen uit werk en woning had, wordt dit eerst verrekend met een positief inkomen in box 1 uit de afgelopen 3 jaar, te beginnen met het oudste jaar. Indien dit niet mogelijk is, of als er niet genoeg positief inkomen in box 1 is om mee te verrekenen, wordt het (resterende) verlies in de komende negen jaar verrekend met eventueel positief inkomen in box 1.
Overigens betekent een vermindering van het inkomen in box 1 in het andere jaar niet altijd een vermindering van de in totaal over dat jaar verschuldigde inkomstenbelasting, namelijk niet als die door heffingskortingen al nul was. Het betreffende verliesbedrag geldt dan toch als verrekend, al wordt het effect van de verrekening dan dus tenietgedaan door het niet of minder kunnen benutten van de heffingskortingen.

## Toekomst
Zie ook de tarieftabel voor 2023.

### Beginpunt van de laatste tariefschijf
Het beginpunt van de laatste tariefschijf wordt in 2025 tot en met 2031 stapsgewijs met in totaal ongeveer € 6000 verhoogd.

### Eigen huis naar box 3
Een grote brancheorganisatie van financieel adviseurs bepleit vanwege de vereenvoudiging het overhevelen van het eigen huis naar box 3. Voor de hypotheekrenteaftrek in de plaats komt dan de aftrekbaarheid van de schuld. Eventueel kunnen er daarbij al of niet tijdelijke verzachtende maatregelen worden getroffen.
Staatssecretaris Fiscaliteit en Belastingdienst Van Rij stelt in 2023 dat, gelet op de ontwikkeling van box 3 naar een nieuw stelsel van werkelijk rendement, waarbij de wijze waarop onroerend goed – niet zijnde de eigen woning – wordt belast, nog niet is uitgekristalliseerd, het beleidsmatig niet logisch is om de eigenwoningregeling hierin mee te nemen. Eerst wil Van Rij een visie op de eigenwoningregeling ontwikkelen.

## Geschiedenis
- 2001 - invoering Wet inkomstenbelasting 2001
  - de aftrekbaarheid van kosten voor het verwerven van loon, deels forfaitair (onder meer via de 4%-regeling), vervalt; er is alleen nog reisaftrek
  - invoering boxen, alleen voor box 1 is er nog een schijventarief
- 2014 - de algemene heffingskorting wordt inkomensafhankelijk, waardoor het feitelijke schijventarief hoger wordt dan het nominale
- 2014 - de systematiek van het schijventarief wordt enigszins doorbroken door de tariefsaanpassing aftrek kosten eigen woning
- De Wet maatregelen woningmarkt 2014 II bevatte wijzigingen met ingang van vele jaren tot en met 2042 van de tarieven van box 1. Voor de nog niet voorbije jaren zijn deze uit de wet verwijderd, en met gewijzigde inhoud in de wet Belastingplan 2019 opgenomen.

Zie ook de geschiedenis van de inkomstenbelasting.